# José María Parés Esteban
José María Parés Esteban (c. 1891-Badalona, 1977) fue un político español, fundador del Requeté y de la Falange de Badalona.

## Biografía
Militante carlista desde joven, en 1909, a los dieciocho años de edad, fundó el Requeté de Badalona, entonces una milicia juvenil jaimista.
En 1919 se adhirió al partido tradicionalista de Vázquez de Mella y fue colaborador del semanario Monarquía Cristiana que dirigía en Badalona Ildefonso Cebriano.
A principios de los años 20 fundó en su ciudad el Sindicato Católico de Dependientes de Comercio, lo que le costó un intento de asesinato por pistoleros anarquistas partidarios del Sindicato Único.
Junto con su compañero Cebriano, en 1924, durante la dictadura de Primo de Rivera, pasó a la Unión Monárquica Nacional, y fue nombrado concejal del Ayuntamiento de Badalona. Llegaría a ser teniente de alcalde de la ciudad.
En 1927 participó en la fundación del Círculo Social Tradicionalista de Badalona, del que fue presidente. Anteriormente había pertenecido al Círculo Tradicionalista «El Loredán».
De firmes ideas españolistas, a principios de la década de 1930 colaboró económicamente con los albiñanistas y fue suscriptor del semanario La Conquista del Estado que dirigía en Madrid Ramiro Ledesma. Animado por Cebriano, en 1933 ingresó en las Juntas de Ofensiva Nacional-Sindicalista (JONS) junto con otros antiguos mellistas catalanes. Ese mismo año participó en diversos actos de propaganda y exaltación española en Barcelona y el 29 de octubre estuvo en un mitin de José Antonio Primo de Rivera en el Teatro de la Comedia de Madrid, en el que se fundó la Falange Española.
Fue jefe local en Badalona de Falange Española de las JONS desde su constitución en 1934 hasta 1937, en que se convirtió en Falange Española Tradicionalista y de las JONS (Movimiento Nacional). Posteriormente fue jefe local del Movimiento.
En los años 40 era administrador de fincas y gerente de la empresa Servicios Funerarios S.A. Años después trabajó como administrador del Centro Quirúrgico de Urgencia de Barcelona, durante la alcaldía de José María de Porcioles.
Católico devoto, fue terciario franciscano. Estuvo casado con María Mercedes Rius Rodón, con quien tuvo por hijos a Pedro, Florinda, María Lourdes y José María Parés Rius. Uno de sus hijos, Pedro Parés Rius, también estuvo con él en el grupo de las JONS catalanas.
Falleció en junio de 1977 en Badalona y fue enterrado en el cementerio de San Pedro de dicha ciudad.